# 徐景昌
徐景昌（？—1437年），明朝軍事將領、定國公。明朝開國功臣徐達之孫、徐增壽之子、明成祖朱棣之妻仁孝文皇后的侄子。

## 生平
永樂二年六月（1404年8月5日），襲定國公爵，祿二千五百石。永樂二十二年，因罪停祿。洪熙元年，恢復爵位。正統二年六月（1437年）去世。